# 761
761 (DCCLXI) fue un año común comenzado en jueves del calendario juliano, en vigor en aquella fecha.

## Acontecimientos
- Abandono de la ciudad maya de Dos Pilas.
- Se funda la ciudad de Oviedo.
- Bridei V sucede a su hermano Óengus como rey de los Pictos.[1]
- Se termina la construcción del Castello di Lunghezza en las afueras de Roma, Italia.

## Fallecimientos
- Wang Wei, poeta chino.